# Coupe d'Europe des vainqueurs de coupe de football 1998-1999
Navigation
Coupe des coupes 1997-1998
La Coupe d'Europe des vainqueurs de coupe 1998-1999 est la trente-neuvième édition de la Coupes des coupes.
C'est la dernière édition de cette compétition entre clubs de football européens, les vainqueurs des coupes nationales étant par la suite qualifiés pour la Coupe de l'UEFA. La disparition de cette compétition provient de l'hégémonie de la Ligue des champions, et du manque d'intérêt des grosses équipes pour ce tournoi.
La dernière finale oppose les Italiens de la Lazio Rome, finalistes de la Coupe UEFA la saison précédente et le club espagnol du RCD Majorque, qui dispute la première campagne européenne de son histoire. Les hommes du Suédois Sven-Göran Eriksson s'imposent 2-1 et inscrivent leur nom au palmarès définitif de la compétition, remportant la première Coupe d'Europe de l'histoire du club.
C'est l'attaquant israélien du Maccabi Haïfa, Alon Mizrahi, qui termine meilleur buteur de la compétition, avec sept réalisations. Le Maccabi réalise d'ailleurs un superbe parcours : issu du tour préliminaire, il atteint les quarts de finale, éliminant au premier tour le représentant français, le Paris SG (vainqueur de la Coupe des Coupes en 1996 et finaliste en 1997).

## Tour préliminaire
| Équipe 1              | Résultat | Équipe 2            | Aller | Retour |
| --------------------- | -------- | ------------------- | ----- | ------ |
| NK Rudar Velenje      | 2 - 0    | FC Tiraspol         | 2 - 0 | 0 - 0  |
| FC Vaduz              | 0 - 5    | Helsingborgs IF     | 0 - 2 | 0 - 3  |
| FC Lausanne-Sport     | 7 - 2    | Tsement Ararat      | 5 - 1 | 2 - 1  |
| Cork City FC          | 2 - 3    | Arsenal Kiev        | 2 - 1 | 0 - 2  |
| FK Ekranas Panevėžys  | 4 - 5    | Apollon Limassol    | 1 - 2 | 3 - 3  |
| KS Apolonia Fier      | 1 - 9    | KRC Genk            | 1 - 5 | 0 - 4  |
| Bangor City           | 0 - 3    | FC Haka Valkeakoski | 0 - 2 | 0 - 1  |
| PFK Levski Sofia      | 9 - 2    | FK Vitebsk          | 8 - 1 | 1 - 1  |
| FK Liepājas Metalurgs | 4 - 3    | ÍBK Keflavík        | 4 - 2 | 0 - 1  |
| CS Grevenmacher       | 2 - 8    | FC Rapid Bucarest   | 2 - 6 | 0 - 2  |
| FC Lantana Tallinn    | 0 - 6    | Heart of Midlothian | 0 - 1 | 0 - 5  |
| Amica Wronki          | 5 - 0    | Paola Hibernians FC | 4 - 0 | 1 - 0  |
| GÍ Gøta               | 1 - 10   | MTK Hungária FC     | 1 - 3 | 0 - 7  |
| Glentoran FC          | 1 - 3    | Maccabi Haïfa       | 0 - 1 | 1 - 2  |
| FK Vardar Skopje      | 0 - 3    | FC Spartak Trnava   | 0 - 1 | 0 - 2  |
| FC Copenhague         | 10 - 0   | FK Qarabağ Ağdam    | 6 - 0 | 4 - 0  |
| FK Partizan Belgrade  | 2 - 1    | Dinamo Batoum       | 2 - 0 | 0 - 1  |

## Seizièmes de finale
| Équipe 1              | Résultat        | Équipe 2             | Aller | Retour |
| --------------------- | --------------- | -------------------- | ----- | ------ |
| Arsenal Kiev          | 1 - 5           | Lokomotiv Moscou     | 0 - 2 | 1 - 3  |
| FK Liepājas Metalurgs | 0 - 4           | Sporting Braga       | 0 - 0 | 0 - 4  |
| SV Ried               | 3 - 0           | MTK Hungária         | 2 - 0 | 1 - 0  |
| Paris SG              | 3 - 4           | Maccabi Haïfa        | 1 - 1 | 2 - 3  |
| Paniónios             | 5 - 1           | FC Haka Valkeakoski  | 2 - 0 | 3 - 1  |
| Apollon Limassol      | 3 - 3 4 - 3 tab | FK Jablonec 97       | 2 - 1 | 1 - 2  |
| SS Lazio              | 3e - 3          | FC Lausanne-Sport    | 1 - 1 | 2 - 2  |
| Newcastle United      | 2 - 2e          | FK Partizan Belgrade | 2 - 1 | 0 - 1  |
| Chelsea FC            | 1 - 0           | Helsingborgs IF      | 1 - 0 | 0 - 0  |
| PFK Levski Sofia      | 1 - 6           | FC Copenhague        | 0 - 2 | 1 - 4  |
| FC Rapid Bucarest     | 2 - 2e          | Vålerenga Fotball    | 2 - 2 | 0 - 0  |
| Beşiktaş JK           | 4 - 2           | FC Spartak Trnava    | 3 - 0 | 1 - 2  |
| SC Heerenveen         | 4 - 1           | Amica Wronki         | 3 - 1 | 1 - 0  |
| NK Rudar Velenje      | 0 - 2           | Varteks Varazdin     | 0 - 1 | 0 - 1  |
| MSV Duisbourg         | 1 - 6           | KRC Genk             | 1 - 1 | 0 - 5  |
| Heart of Midlothian   | 1 - 2           | RCD Majorque         | 0 - 1 | 1 - 1  |

## Huitièmes de finale
| Équipe 1          | Résultat | Équipe 2          | Aller | Retour     |
| ----------------- | -------- | ----------------- | ----- | ---------- |
| Lokomotiv Moscou  | 3 - 2    | Sporting Braga    | 3 - 1 | 0 - 1      |
| SV Ried           | 3 - 5    | Maccabi Haïfa     | 2 - 1 | 1 - 4      |
| Paniónios         | 4 - 2    | Apollon Limassol  | 3 - 2 | 1 - 0      |
| SS Lazio          | 3 - 2    | Partizan Belgrade | 0 - 0 | 3 - 2      |
| Chelsea FC        | 2 - 1    | FC Copenhague     | 1 - 1 | 1 - 0      |
| Vålerenga Fotball | 4 - 3    | Beşiktaş JK       | 1 - 0 | 3 - 3      |
| SC Heerenveen     | 4 - 5    | Varteks Varazdin  | 2 - 1 | 2 - 4 a.p. |
| KRC Genk          | 1 - 1e   | RCD Majorque      | 1 - 1 | 0 - 0      |

## Quarts de finale
| Équipe 1         | Résultat | Équipe 2          | Aller | Retour |
| ---------------- | -------- | ----------------- | ----- | ------ |
| Lokomotiv Moscou | 4 - 0    | Maccabi Haïfa     | 3 - 0 | 1 - 0  |
| Paniónios        | 0 - 7    | SS Lazio          | 0 - 4 | 0 - 3  |
| Chelsea FC       | 6 - 2    | Vålerenga Fotball | 3 - 0 | 3 - 2  |
| Varteks Varazdin | 1 - 3    | RCD Majorque      | 0 - 0 | 1 - 3  |

### Matchs
| Match aller | Lokomotiv Moscou                           | 3 - 0   | Maccabi Haïfa |  |  |
| 4 mars 1999 | Janashia 47e · Janashia 77e · Janashia 90e | (0 - 0) |               |  |  |

| Match retour | Maccabi Haïfa | 0 - 1   | Lokomotiv Moscou       |  |  |
| 18 mars 1999 |               | (0 - 0) | 72e (pen.) Tchougaïnov |  |  |

| Match aller | Paniónios | 0 - 4   | SS Lazio                                              |  |  |
| 4 mars 1999 |           | (0 - 2) | 3e Stanković · 14e Salas · 60e Stanković · 63e Nedvěd |  |  |

| Match retour | SS Lazio                                    | 3 - 0   | Paniónios |  |  |
| 18 mars 1999 | Nedvěd 70e · Stanković 77e · de la Peña 82e | (0 - 0) |           |  |  |

| Match aller | Chelsea FC                        | 3 - 0   | Vålerenga Fotball |  |  |
| 4 mars 1999 | Babayaro 9e · Zola 30e · Wise 85e | (2 - 0) |                   |  |  |

| Match retour | Vålerenga Fotball       | 2 - 3   | Chelsea FC                           |  |  |
| 18 mars 1999 | Kjølner 26e · Carew 42e | (2 - 3) | 13e Vialli · 15e Lambourde · 32e Flo |  |  |

| Match aller | NK Varaždin | 0 - 0   | RCD Majorque |  |  |
| 4 mars 1999 |             | (0 - 0) |              |  |  |

| Match retour | RCD Majorque                          | 3 - 1   | NK Varaždin |  |  |
| 18 mars 1999 | Ibagaza 53e · Paunović 55e · Dani 75e | (0 - 0) | 88e Balajić |  |  |

## Demi-finales
| Équipe 1         | Résultat | Équipe 2     | Aller | Retour |
| ---------------- | -------- | ------------ | ----- | ------ |
| Lokomotiv Moscou | 1 - 1e   | SS Lazio     | 1 - 1 | 0 - 0  |
| Chelsea FC       | 1 - 2    | RCD Majorque | 1 - 1 | 0 - 1  |

## Finale
| Entraîneur :        |
| Sven-Göran Eriksson |

| Entraîneur : |
| Héctor Cúper |

| Entraîneur :        |
| Sven-Göran Eriksson |

| Entraîneur : |
| Héctor Cúper |